# Sun Zhifeng
Dans ce nom chinois, le nom de famille, Sun, précède le nom personnel.
Pour les articles homonymes, voir Sun.
Sun Zhifeng, née le 17 juillet 1991, est une snowboardeuse chinoise spécialisée dans les épreuves de half-pipe. 
Au cours de sa carrière, elle a disputé les Jeux olympiques en 2006, 2010 et 2014 avec comme meilleur résultat septième en 2010, de plus elle a participé à trois mondiaux avec une cinquième place en 2011 à La Molina, enfin en coupe du monde elle est montée à sept reprises sur un podium dont deux victoires le 23 février 2008 à Gujo-Gifu et le 30 janvier 2010 à Calgary.

## Palmarès

### Jeux olympiques d'hiver
| Édition/Discipline | Half pipe |
| JO 2006            | 31e       |
| JO 2010            | 7e        |
| JO 2014            | 15e       |

### Championnats du monde
| Édition/Discipline | Half pipe |
| Mondiaux 2009      | 7e        |
| Mondiaux 2011      | 5e        |
| Mondiaux 2013      | 13e       |

### Coupe du monde
- Meilleur classement général : 25e en 2008.
- Meilleur classement de half pipe : 2e en 2010.
- 7 podiums dont 2 victoires en half pipe.